# Cash – pojedynek oszustów
Cash – pojedynek oszustów (ang. Cash, stylizowane na Ca$h) – francuski film sensacyjny z 2008 roku w reżyserii Erica Besnarda.

## Opis fabuły
Złodziej Cash postanawia zemścić się za śmierć swojego brata. W tym celu przygotowuje się do obrabowania skarbca hotelowego.

## Obsada
- Jean Dujardin - Cash
- Valeria Golino - porucznik Julia Molina
- Ciarán Hinds - komisarz Barnes
- Jean Reno - gangster Maxim
- Eriq Ebouaney - Letallec
- Hubert Saint-Macary - Leblanc
- Christian Hecq - Lardier
- Joe Sheridan - porucznik Finley
- François Berléand - François
- Alice Taglioni - Garance